# Żebro przewodnie

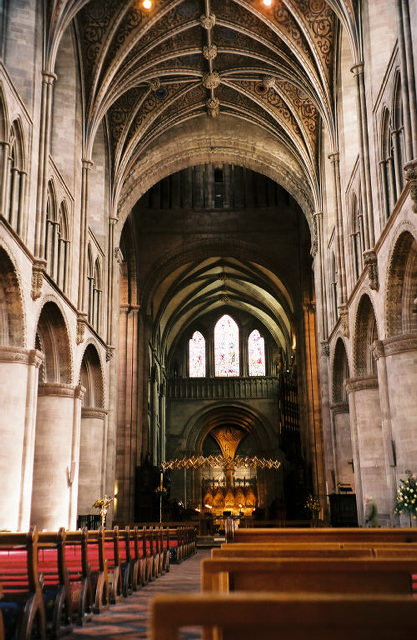
Katedra w Hereford

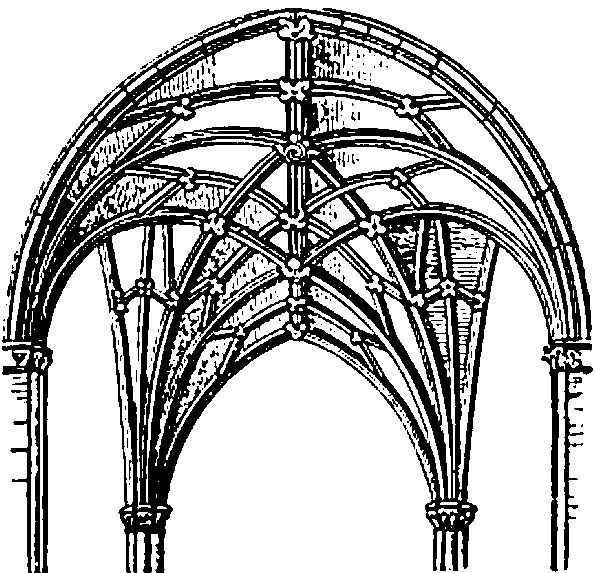
Rysunek sklepienia sieciowego z żebrem przewodnim

Żebro przewodnie – żebro sklepienne będące w planie linią prostą, biegnące przez całą długość nawy i łączące najwyższe punkty sklepienia.
Stosowane do: 
- podkreślenia kierunku podłużnego budowli,
- zatarcia podziału na przęsła,
- ujednoliceniu sklepienia – łączy pola sklepienne między sobą.

Sprzyja ujednoliceniu przestrzeni wewnętrznej. Element stosowany w architekturze późnego gotyku.

## Przykłady zastosowania
- prezbiterium katedry w Gloucester z lat 1337-ok.1357 (sklepienie sieciowe z trzema liniami żeber przewodnich)
- katedry w Canterbury, Exeter, Hereford, Lincoln, York
- kolegiata św. Piotra w Westminsterze